# Circoniscus amazonicus
Circoniscus amazonicus là một loài chân đều trong họ Scleropactidae. Loài này được Lima miêu tả khoa học năm 1996.